# Laura Onyama
Laura Onyama de son vrai nom Laura Onyama Anyeni, née le 14 octobre 1992 à Buéa. Elle est une actrice camerounaise.
En 2023, elle remporte le prix LFC Awards de la meilleure actrice après avoir remporté en 2017 les prix CAMIFF de la meilleure actrice , et la meilleure actrice camerounaise à l'édition 2016 du Festival du film des Écrans Noirs. Laura a débuté par le théâtre avant de jouer dans les films Heavy rain en 2011, puis Kiss of the death en 2015 et d'autres. Elle est présidente de la Guilde nationale des acteurs de la branche de Limbé du Cameroun (NAGCAM) .
Son talent est reconnue par la Powerlist des camerounais de moins de 40 ans passionnés du 7 ème art par le magazine Cameroon archivers, publié par Avicomm Group en mai 2011. 

## Biographie et études
Elle est née à l'hôpital général de Buea le 14 octobre 1992, fille d'Onyama Judith. Elle est de l'ethnie Bakossi-Oshie,. 
Elle commence ses études primaires à Buea et déménage à Yaoundé. En 2009, elle a un diplôme en linguistique options science politique et administration publique à l'Université de Buea.

## Carrière
Laura Onyama développe un intérêt pour le théâtre en 2009 et sa première apparition dans un film était en 2011 Heavy Rain. Elle travaille chez Orange Cameroun avant de démissionner en 2015 pour se consacrer à sa carrière d'actrice.
À Bamenda, au nord-ouest du Cameroun, elle participe au tournage du film Kiss of death. Elle est par ailleurs présidente de la Cameroun Film Guild dans la branche de Limbé.
Bien qu'elle ait déjà joué dans des films, le film qui l'a rendue célèbre était Saving Mbango où elle a joué le rôle principal aux côtés de l'acteur Godisz Fungwa.
En 2023, elle produit le film A Cry from the Forest avec le soutien de WWF dans le cadre son engagement pour la sauvegarde des forêts. La première de ce film où elle tient le rôle principal est projetée à l'Institut Français du Cameroun à Yaoundé.

## Filmographie
- Heavy rain de Chando Daniel (2011)
- Pèlerin rebelle par Chinepoh Cosson
- Rumble par Billybob Ndive
- Baiser de la mort par Musing Derrick
- Ward Z par Delphine Itambi
- Chemins de terre par Enah Johnscott
- Dépouillé par Enah Johnscott
- Rue de l'église par Nkanya Nkwai
- Sauver Mbango par Nkanya Nkwai
- The Fisherman's Diary par Enah Johnscott
- A Cry from the Forest par Laura Onyama
- Caller ID: Unknown de Konrad Midzebele Defang

## Prix et reconnaissances
- 2016: Lauréat aux Ecrans Noirs Film Festival (Meilleure actrice camerounaise)
- 2017: Lauréat du Festival International du Film du Cameroun CAMIFF (Meilleure actrice)
- 2023: Lauréate de Le Film Camerounais Awards (Meilleure actrice de 1er rôle avec Caller ID: Unknown)

## Voir également
- Liste des acteurs camerounais
- Cinéma du Cameroun